# Creuse (géomorphologie)
Pour les articles homonymes, voir Creuse.

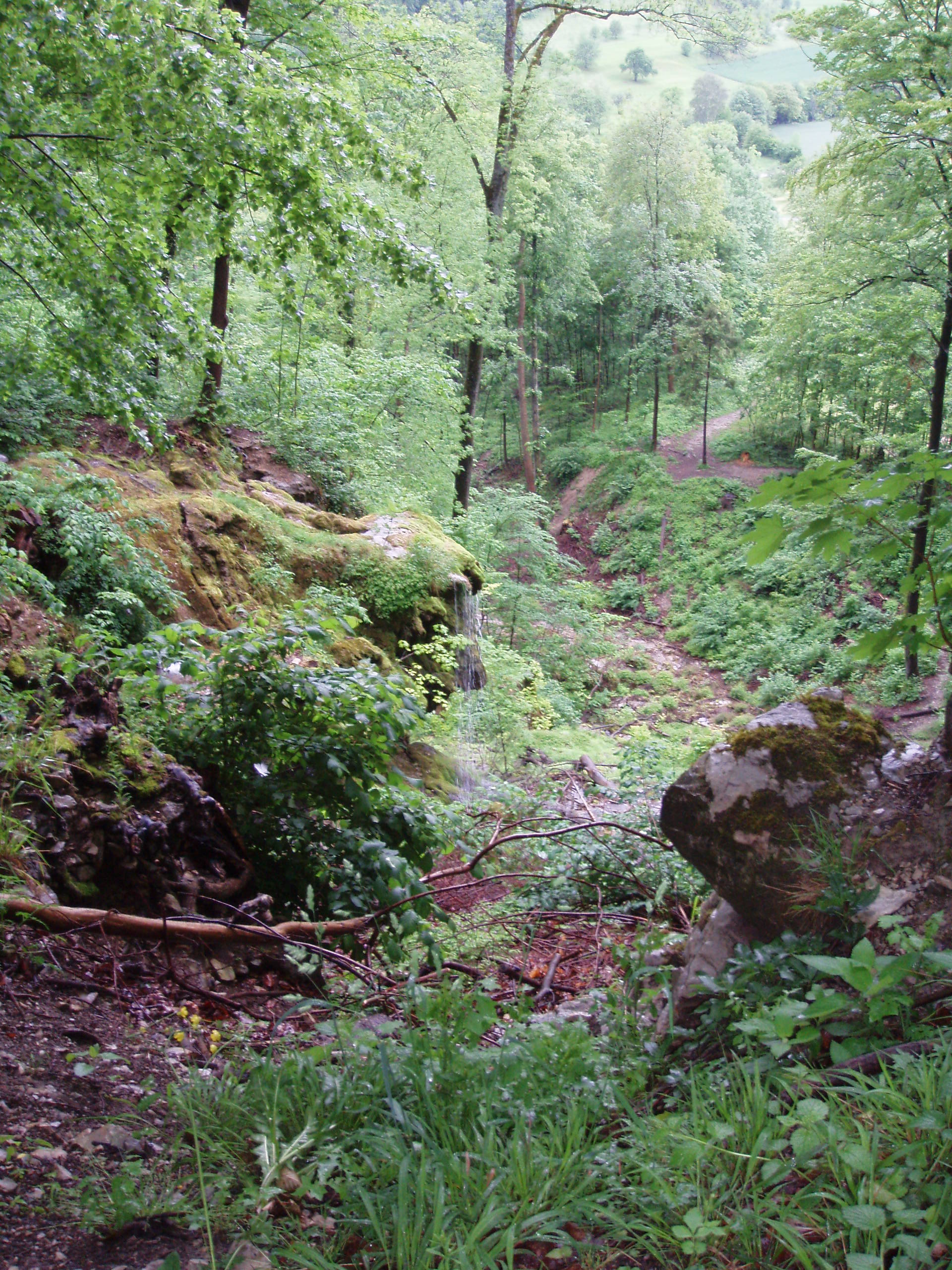
Exemple de creuse rejointe par un ruisseau qui a contribué à son surcreusement.

Une creuse est, dans le domaine de la géomorphologie, du paysage ou de l'écologie du paysage, une formation sèche (vallée sèche) typique des pays crayeux ; il ne s'agit cependant pas d'une petite vallée ou du lit mineur d'un cours d'eau, en creux, entaillant un versant perpendiculairement à une vallée.
Les creuses peuvent abriter une végétation (en particulier des fougères) et des micropaysages remarquables.
Elles ne semblent avoir été spécifiquement étudiées qu'à partir des travaux de Boursault (1894)[réf. nécessaire] qui était intrigué par les orientations préférentielles de ces vallées sèches et leur fréquent tracé en baïonnette. Le terme de creuse apparaît dans la littérature scientifique en 1998 avec Jules Gosselet. En 1997, Jean-Pierre Colbeaux et Bruno de Foucault ont proposé l'hypothèse d'une influence néotectonique.

## Description et fonctionnement
Les structures géologiques influencent les circulations des eaux souterraines dans les milieux crayeux fissurés. Les creuses se présentent en ravins d'ordre kilométrique entaillant le fond de vallons élémentaires des plateaux de l'Artois et de la Picardie.
Leur origine est naturelle (érosion, lieu d'écoulement de source intermittente). Elles peuvent mesurer de quelques centaines de mètres à un ou deux kilomètres de longueur, et leur profondeur peut atteindre plus de 10 ou 15 mètres. Elles sont généralement sèches et aux bords abrupts, voire localement presque verticales. Leur partie profonde est caractérisée par une végétation calcicole et de ravins, avec souvent des boisements (de type forêt de ravin sur les pentes) ou embuissonnements plus ou moins denses.
Elles n'ont pas de véritable bassin versant et leur partie haute se termine en boutonnière (reculée).

## Répartition et sites
L'apparition de creuses est conditionnée par le contexte géologique et hydrogéologique d'un contexte karstique.
En France, elles sont courantes en Hauts-de-France, et plus particulièrement dans le Pas-de-Calais.

## Utilisations
Les creuses peuvent avoir été surcreusées par une utilisation souvent séculaire comme chemin pour le bétail ou la descente de bois lorsque le degré de pente le permettait, voire très localement comme carrière.
Elles peuvent également permettre de recueillir l'eau de sources très temporaires.

## Évaluation patrimoniale
Un travail de cartographie et d'évaluation environnementale et de risque ou d'intérêt patrimonial est en cours dans le Nord-Pas-de-Calais et dans le Nord de la Picardie (Cf. CSENPC, Lille), de même que pour certains systèmes de dolines, marnières, et rideaux, avec environ 350 creuses déjà prises en compte début 2010, sur plus de 13 000 structures géomorphologiques digitalisées sur SIG. Ce travail complète la cartographie des corridors biologiques effectuée ou en cours dans le cadre de la trame verte régionale.
Le paysagiste, l'urbaniste, l'aménageur du territoire ou l'écologue voient dans les creuses de multiples intérêts : 
- l'entretien d'un microclimat particulier, et constitution d'un réseau de lieux abritant une végétation particulière, parfois patrimoniale et inhabituelle à la région concernée.
- une contribution à la complexité et diversité des paysages : des micro-paysages atypiques avec par exemple une flore de milieux sub-montagneux en plaine (en raison de l'ombre et de la fraîcheur, position de type ubac).
- habituellement non cultivées et non urbanisées en raison des fortes pentes, pouvant être indemnes ou relativement indemnes d'eutrophisation par les engrais ou de pollution par les pesticides (notamment dans un contexte boisé ou enherbé, et si elles sont aussi épargnées par le ruissellement en provenance de zones de cultures intensives).
- un rôle d'abri, de corridor et de gagnage pour des espèces-gibier ou une partie de la biodiversité.
- un rôle potentiel de corridor biologique intéressant dans le cadre d'une trame verte locale, car reliant les vallées aux plateaux. Dans le Nord de la France, le Conseil scientifique de l'environnement du Nord-Pas-de-Calais a mis en avant leur importance.

## Risques
Les apports d'eau y sont souvent ponctuels dans l'espace et dans le temps (souvent espacés de plusieurs décennies), cependant il existe des risques de débits torrentiels courts et brutaux à effets dévastateurs en particulier en présence de constructions en aval (cf. creuse de Saint-Doneux, près d'Hesdin), en raison d'une probable origine de vidanges karstiques.
Il n'est recommandé ni d'y poser des barrages, ni de construire juste en aval ou à l'intérieur d'une creuse car les coups d'eau qui se produisent plusieurs fois par siècle peuvent y être assez importants pour ne pouvoir être contrôlés par un barrage classique. Ce type de risque devrait faire partie des portés à connaissance utilisés dans les processus d'aménagement du territoire, notamment pour les plans de prévention des risques (PPR) d'inondation, de coulées de boue, de glissement de terrain, etc. et en France pour les PLU (Plans locaux d'urbanisme).
Dans les régions très urbanisées ou densément cultivées, les creuses ont souvent fait l'objet de dépôts de déchets ménagers ou agricoles, voire industriels, ce qui amène un risque de pollution des eaux souterraines.